# Nabal (Händel)

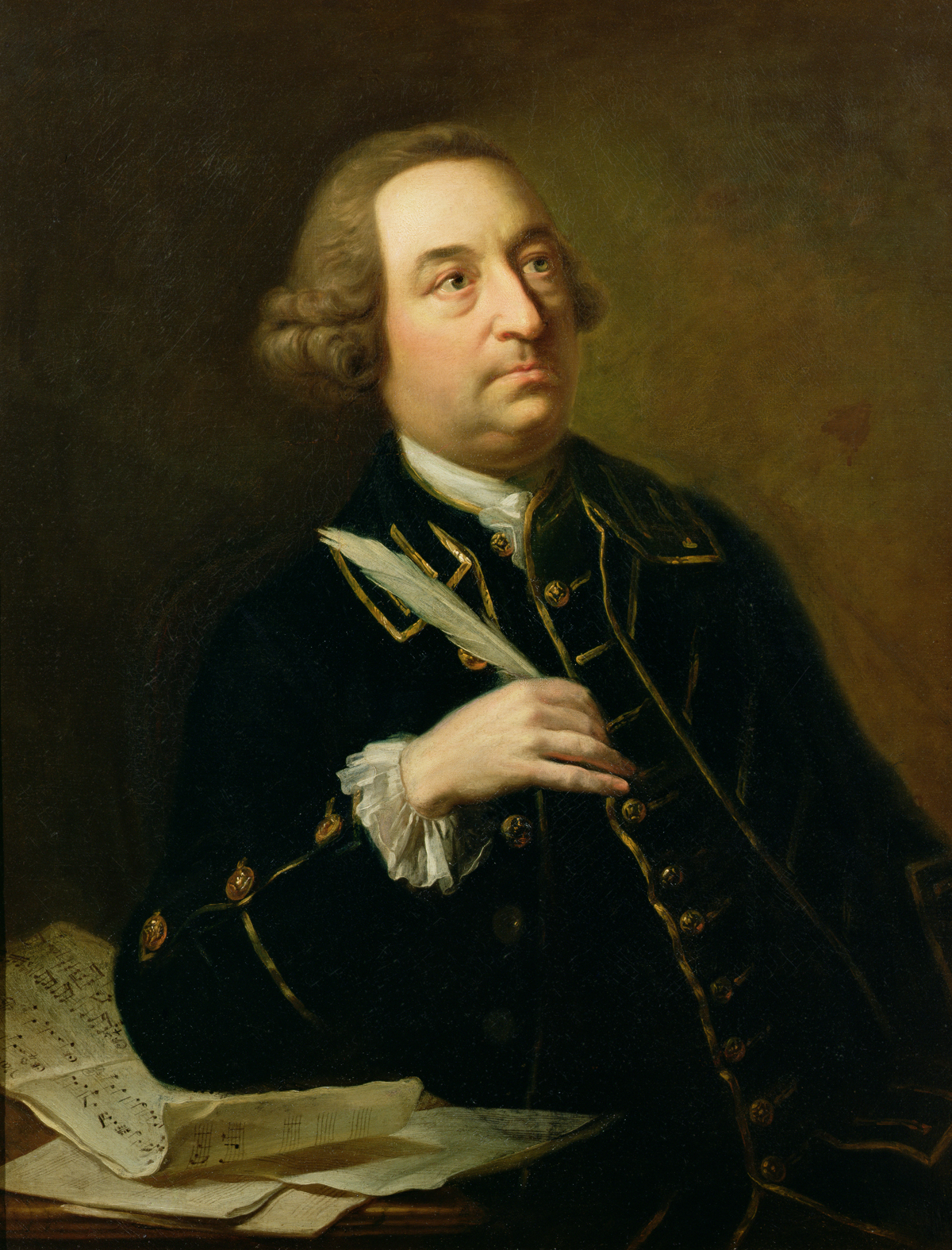
John Christopher Smith, c. 1763, per Johann Zoffany.

Nabal és un oratori pastitx compilat a partir dobres de Händel el 1764 per John Christopher Smith. No té cap número de catàleg de les obres de Händel. Fou estrenat el 16 de març de 1764 a Covent Garden, a Londres.
Els recitatius són probablement obra de Smith, mentre les àries són en gran part manllevades de les òperes, oratoris, anthems i cantates de Händel. John Christopher Smith, era fill del copista principal de Händel. De jove, als dotze anys, va rebre classes de clavecí del mateix Händel. El 1750, Smith va ajudar el compositor ja malalt en les representacions dels seus oratoris i va ser ell mateix un músic valorat, sent organista i director principal del Hospital Foundling.

## Personatges
- Nabal (Baix)
- Abigail (soprano)
- David (tenor)
- Asaph (soprano)
- Pastor (soprano)

## Estructura
| Part | Núm. | Tipus                                    | Veu             | Text (primer línies)                                  |
| ---- | ---- | ---------------------------------------- | --------------- | ----------------------------------------------------- |
| 1    | 1    | Simfonia (Largo, Allegro, Largo, Minuet) |                 |                                                       |
| 1    | 2    | Recitatiu                                | David           | Here in the Wilderness of Paran                       |
| 1    | 3    | Cor                                      |                 | The righteous shall be had in everlasting remembrance |
| 1    | 4    | Accompagnato                             | David           | Have mercy on us, Lord                                |
| 1    | 5    | Ària                                     | David           | Food they ask'd                                       |
| 1    | 6    | Recitatiu                                | Asaph           | No doubt                                              |
| 1    | 7    | Ària                                     | Asaph           | The Lord, our guide                                   |
| 1    | 8    | Cor                                      |                 | The Lord our guide                                    |
| 1    | 9    | Recitatiu                                | Abigail         | How hard the woman's fate                             |
| 1    | 10   | Ària                                     | Abigail         | Free from discord                                     |
| 1    | 11   | Recitatiu                                | Nabal           | Avaunt, unpleasing wretch                             |
| 1    | 12   | Ària                                     | Nabal           | Still fill the bowl                                   |
| 1    | 13   | Ballo I Minuet                           |                 |                                                       |
| 1    | 14   | Gavotte                                  |                 |                                                       |
| 1    | 15   | Siciliana                                |                 |                                                       |
| 1    | 16   | Ària                                     | Pastor          | Gay and light as yonder sheep                         |
| 1    | 17   | Cor                                      |                 | Gay and light as yonder sheep                         |
| 1    | 18   | Recitatiu                                | Nabal           | 'Tis Carmel's annual holiday                          |
| 1    | 19   | Cor                                      |                 | Happy, while we reign in pleasure                     |
| 2    | 1    | Recitatiu                                | David           | Asaph, 'tis well advis'd                              |
| 2    | 2    | Ària                                     | David           | Great Creator                                         |
| 2    | 3    | Cor                                      |                 | God, who in they heav'nly hand                        |
| 2    | 4    | Recitatiu i Accompagnato                 | Asaph           | Thus saith my Lord                                    |
| 2    | 5    | Ària                                     | Asaph           | Grateful hearts enjoy the blessing                    |
| 2    | 6    | Recitatiu                                | Nabal           | Who is this David?                                    |
| 2    | 7    | Ària                                     | Nabal           | With harps new strung                                 |
| 2    | 8    | Solo i Cor                               | Pastor          | Come! Come! Live with pleasure                        |
| 2    | 9    | Ària i Cor                               | Pastor          | Sing we the feast                                     |
| 2    | 10   | Cor                                      |                 | Crown with festal pomp the day                        |
| 2    | 11   | Accompagnato                             | Abigail         | Thrice happy sheep                                    |
| 2    | 12   | Ària                                     | Abigail         | Mind eternal                                          |
| 2    | 13   | Recitatiu                                | Pastor, Abigail | Fly my good mistress                                  |
| 2    | 14   | Accompagnato                             | David           | Fell monster!                                         |
| 2    | 15   | Ària                                     | David           | Fury in all they terrors rise                         |
| 2    | 16   | Accompagnato                             | Abigail         | On me, my Lord, on me                                 |
| 2    | 17   | Ària                                     | Abigail         | Mercy, thou heavn'ly cherub                           |
| 2    | 18   | Accompagnato                             | David           | Blessed be the Lord                                   |
| 2    | 19   | Cor                                      |                 | All creatures upon God depend                         |
| 3    | 1    | Interludis                               |                 |                                                       |
| 3    | 2    | Accompagnato                             | Nabal           | Ah! Whence this sudden dread                          |
| 3    | 3    | Ària                                     | Nabal           | Oh! Who can tell the terrors?                         |
| 3    | 4    | Recitatiu                                | Pastor          | How soon the scene is chang'd                         |
| 3    | 5    | Cor                                      |                 | By slow degrees the wrath of God                      |
| 3    | 6    | Recitatiu                                | Asaph           | A messenger, my Lord                                  |
| 3    | 7    | Ària                                     | Asaph           | When beauty sorrow's livery wears                     |
| 3    | 8    | Recitatiu                                | David           | True is your observation                              |
| 3    | 9    | Ària                                     | David           | Lovely beauty                                         |
| 3    | 10   | Recitatiu                                | Abigail         | Behold! Thine handmaid                                |
| 3    | 11   | Ària                                     | Abigail         | Come ye similing hours                                |
| 3    | 12   | Accompagnato                             | Pastor          | Guardian angels                                       |
| 3    | 13   | Duet                                     | Pastor, Asaph   | Thrice happy pair                                     |
| 3    | 14   | Solo i cor                               | Pastor          | Still caressing                                       |
| 3    | 15   | Recitatiu                                | Abigail         | in praise, to great Jehovah                           |
| 3    | 16   | Duet                                     | Abigail i David | Thoughts sublime                                      |
| 3    | 17   | Cor                                      |                 | O glorious prince                                     |

## Enregistrament
- Stephan MacLeod (baix), Maya Boog (soprano), Knut Schoch (tenor), Francine van der Heijden (soprano), Linda Perillo (soprano), Junge Kantorei (cor), Frankfurt Baroque Orchestra dirigida per Joachim Carlos Martini. Enregistrament realitzat a Eberach Cloister, Eltville am Rhein, Juny de 2000. NAXOS 8.555276-77 [2 CDs]. Durada 132’51.[2][1]